# Wauneta (Nebraska)
Wauneta je selo u američkoj saveznoj državi Nebraska. Prema popisu stanovništva iz 2010. u njemu je živjelo 577 stanovnika.